# Vuelta al País Vasco 1980
La XX Vuelta al País Vasco, disputada entre el 7 de abril y el 11 de abril de 1980, estaba dividida en 5 etapas para un total de 907,2 km.
En esta edición participaron 8 equipos españoles (Teka, Reynolds, Manzaneque, Colchón CR, Flavia, Henninger-Aquila Rossa, Fosforera-Vereco y Kelme) y dos equipos extranjeros (el italiano Inoxpran y el belga Ijsboerke), con un total de 80 participantes de los que finalizaron 50 de ellos. 
El vencedor final fue el español Alberto Fernández.

## Etapas
| Etapa              | Fecha    | Recorrido                        | km   | Vencedor de la Etapa | Líder de la general |
| ------------------ | -------- | -------------------------------- | ---- | -------------------- | ------------------- |
| 1ª etapa           | 07/04/80 | Villarreal de Urrechua - Logroño | 188  | Ronny Claes          | Ronny Claes         |
| 2ª etapa           | 08/04/80 | Logroño - Elizondo               | 222  | Jesús Suárez Cuevas  | Miguel Mari Lasa    |
| 3ª etapa           | 09/04/80 | Elizondo - Cizúrquil             | 183  | Manuel Esparza       | Miguel Mari Lasa    |
| 4ª etapa           | 10/04/80 | Cizúrquil - Zornoza              | 177  | Felipe Yáñez         | Miguel Mari Lasa    |
| 5ª etapa (1º Sec.) | 11/04/80 | Zornoza - Azcoitia               | 127  | Bruno Leali          | Miguel Mari Lasa    |
| 5ª etapa (2º Sec.) | 11/04/80 | Azcoitia - Elosua                | 10,2 | Alberto Fernández    | Alberto Fernández   |

## Clasificaciones
| \| 1. \| Alberto Fernández \| TEK \| 24h 57' 56s \| \| 2. \| Miguel Mari Lasa \| FOS \| a 47s \| \| 3. \| Marino Lejarreta \| TEK \| a 1' 32s \| \| 4. \| Faustino Ruperez \| FOS \| a 1' 36s \| \| 5. \| José Luis Laguia \| REY \| a 1' 41s \| \| 6. \| Pedro Vilardebó \| FLA \| a 1' 50s \| \| 7. \| Jorgen Marcussen \| INO \| a 2' 40s \| \| 8. \| José Nazabal \| TEK \| a 4' 00s \| \| 9. \| Julián Andiano \| FOS \| a 6' 36s \| \| 10. \| José Luis Mayoz \| TEK \| a 7' 54s \| |                   |     |             |
| 1. | Alberto Fernández | TEK | 24h 57' 56s |
| 2. | Miguel Mari Lasa  | FOS | a 47s       |
| 3. | Marino Lejarreta  | TEK | a 1' 32s    |
| 4. | Faustino Ruperez  | FOS | a 1' 36s    |
| 5. | José Luis Laguia  | REY | a 1' 41s    |
| 6. | Pedro Vilardebó   | FLA | a 1' 50s    |
| 7. | Jorgen Marcussen  | INO | a 2' 40s    |
| 8. | José Nazabal      | TEK | a 4' 00s    |
| 9. | Julián Andiano    | FOS | a 6' 36s    |
| 10. | José Luis Mayoz   | TEK | a 7' 54s    |

| \| 1. \| Miguel Mari Lasa \| FOS \| 28 puntos \| \| \| 2. \| Imanol Murga \| FLA \| 20 puntos \| \| \| 3. \| Amilcare Sgalbazzi \| INO \| 20 puntos \| \| |                    |     |           |  |
| 1. | Miguel Mari Lasa   | FOS | 28 puntos |  |
| 2. | Imanol Murga       | FLA | 20 puntos |  |
| 3. | Amilcare Sgalbazzi | INO | 20 puntos |  |

| \| 1. \| Juan Fernández \| FOS \| 43 puntos \| \| \| 2. \| José Luis Laguia \| REY \| 37 puntos \| \| \| 3. \| Felipe Yáñez \| KEL \| 31 puntos \| \| \| 4. \| Alberto Fernández \| TEK \| 20 puntos \| \| |                   |     |           |  |
| 1. | Juan Fernández    | FOS | 43 puntos |  |
| 2. | José Luis Laguia  | REY | 37 puntos |  |
| 3. | Felipe Yáñez      | KEL | 31 puntos |  |
| 4. | Alberto Fernández | TEK | 20 puntos |  |

| \| 1. \| Bruno Leali \| INO \| 15 puntos \| \| \| 2. \| Imanol Murga \| FLA \| 11 puntos \| \| \| 3. \| Miguel Acha \| REY \| 9 puntos \| \| |              |     |           |  |
| 1. | Bruno Leali  | INO | 15 puntos |  |
| 2. | Imanol Murga | FLA | 11 puntos |  |
| 3. | Miguel Acha  | REY | 9 puntos  |  |

| \| 1. \| Teka \| 75h 51' 06s \| \| \| 2. \| Fosforera-Vereco \| a 45s \| \| \| 3. \| Kelme \| a 12' 31s \| \| \| 4. \| Ijsboerke \| a 28' 54s \| \| \| 5. \| Flavia \| a 33' 39s \| \| \| 6. \| Reynolds \| a 34' 35s \| \| \| 7. \| Inoxpran \| a 36' 40s \| \| \| 8. \| Henninger-Aquila Rossa \| a 1h 26' 11s \| \| \| 9. \| Manzaneque \| a 1h 30' 29s \| \| \| 10. \| Colchón CR \| a 1h 46' 51s \| \| |                        |              |  |
| 1. | Teka                   | 75h 51' 06s  |  |
| 2. | Fosforera-Vereco       | a 45s        |  |
| 3. | Kelme                  | a 12' 31s    |  |
| 4. | Ijsboerke              | a 28' 54s    |  |
| 5. | Flavia                 | a 33' 39s    |  |
| 6. | Reynolds               | a 34' 35s    |  |
| 7. | Inoxpran               | a 36' 40s    |  |
| 8. | Henninger-Aquila Rossa | a 1h 26' 11s |  |
| 9. | Manzaneque             | a 1h 30' 29s |  |
| 10. | Colchón CR             | a 1h 46' 51s |  |